# Пиндар
Пиндар (на старогръцки: Πίνδαρος; на латински: Pindarus) е древногръцки поет. Потомък на знатен род от Беотия, той е изявен представител на тържествената хорова лирика и е последният апологет на аристокрацията.

## Биография
Роден е в село Киноскефалия, Беотия (близо до Тива). Много е пътешествал, живял е в Сицилия и в Атина. Принадлежал е към знатно семейство, което е било в родствена връзка с аристократи от Спарта и Кирена. Пиндар се научил да свири на флейта от своя дядо Скопелин и продължил образованието си в Атина под ръководството на Агатокъл и Аполодор. По време на гръко-персийските войни Пиндар, по-всичко личи, се е чувствал неловко поради преминаването на Тива на страната на Персия, защото неговият род можел да се проследи назад във времето до основаването на града от Кадъм.
За личния му живот се знае, че е имал съпруга на име Мегаклея и син на име Дефант, както и две дъщери – Евметида и Протомаха. Умира на 79 години в Аргос.

## Творчество
Пиндар се прославя със своите епиникийски оди в чест на победителите от четирите най-големи спортни състезания в древността: Олимпийските игри, Питийските игри, Немейските и Истмийските игри. Най-ранното произведение на Пиндар, което е датирано, е „10-а Питийска ода“ (498 пр.н.е), а най-късното 8-а Питийска ода (446 пр.н.е). Пиндар бил дълбоко религиозен и особено почитал Аполон. По-късно в храма на Аполон в Делфи показвали железния стол, на който е седял Пиндар.
Пиндар е писал и химни за прослава на боговете (пеани и дитирамби), както и светски песни (възхвали, погребални оплаквания, победни песни за игрите).
В античността произведенията на Пиндар били събрани в 17 книги, от които до нас са достигнали 4 книги с епиникии, включващи 45 произведения. Представа за липсващите 13 книги получаваме от случайни фрагменти, в това число и от египетски папируси. Одите на Пиндар се отличават с използваните в тях митологични мотиви, тържествен език и разнообразни поетически образи.

### Питийски оди

#### Първа Питийска ода
Първата от дванадесетте питийски оди от Пиндар се отнася за сиракузкия тиран Хиерон от Етна за победата в състезанието с колесници (470 г. пр. Хр.). Това стихотворение за възхвала спада към зрелия период на неговото творчество. Характеризира се с простота на формата и изказа. Открива се модел на кръгова композиция с митологичен разказ в средата. По ритмична структура одата на Пиндар е строфична. След наличието на двете еднакви строфи (строфа и антистрофа) много често ги следва, различна от тях по структура (епод), и тази схема се повтаря няколко пъти в същата последователност.
Това е една от най-добре познатите хвалебствени оди. Започва с обръщение към лирата и възхвала на нейните качества. Изкусният изпълнител с помощта на лирата може да вдъхнови и очарова както душите на смъртните, така и на боговете. Музиката установява ред и хармония във вселената, и има силата да успокои дори и великия Зевс.
След това Пиндар възпява силата на Зевс, свързвайки името му с победата му над чудовищата, внесли хаос в света на хората. Той описва мита за победата на Зевс над гиганта Тифон, който след загубата си е погребан под планината Етна. В тази част на одата се споменават и някои други събития, които намират място в близката военна история, а именно – поражението на етруските при Куме през 474 г. пр.н.е. от Хиерон и поражението на картагенците през 480 г. пр.н.е. Най-впечатляващата и значима победа обаче, към която Пиндар препраща, е тази на гърците над персите.
Божествената воля и съдбата на хора са пряко свързани. Затова Пиндар изпраща молба към боговете Зевс и Аполон. Чрез думите си той се надява хората да спечелят обичта на боговете и да бъдат все така увенчани с успехи и победи – било то във военните дела, било то в игри и състезания.
Ако човек умее да говори

точно и стегне

във сбита форма изпитаното,

той ще избягва укорите

на людете. Защото

пагубното пресищане

притъпява острието на очакването.

Не дразни нищо друго повече

и не засяга хората в душата им

от туй, да слушат за славата на другите.

Но по-добра е завистта, не съжалението.
Пиндар често използва мита за създаването на града, за да възпее миналото и величието му. Той описва основаването на град Етна под властта на сина Хиерон и предполага, че победата на Хиерон в Питийските игри вещае добро за бъдещия просперитет на новия град. Не трябва обаче да се забравя, че славата и успехите са дар от боговете. Ако те ти дарят и двете, то тогава човек трябва да е вечно благодарен на безсмъртните.

#### Втора Питийска ода
Втората Питийска ода е посветена отново на Хиерон от Сиракуза във връзка с победата му в състезанието с колесници. Вероятната дата за провеждането му е 475 г. пр.н.е. Но тази дата е несигурна. Известно е, че Ференик, конят, спечелил това състезание в Пито (Делфи), е същият, който е спечелил в Олимпия през 472 г. пр.н.е., за която Пиндар пише Първа Олимпийска ода.
Втората Питийска ода започва традиционно с възхвала на постиженията на Хиерон. Хиерон е описан като обичан от боговете герой, който с тяхна помощ успява да спечели състезанието. Той постига победа, която прославя не само него, но и целия му род. Все пак успехът, сближаващ победителя с божеството, не му дава правото да си състави преувеличеното мнение, че самият той е бог. Затова Пиндар не забравя да напомни на победителя и за завистта на боговете. В потвърждение на тази мисъл творецът понякога се обръща към митовете, за да докаже безсмислието за усилията на смъртните да се изравнят с боговете. 
В следващата част е представен митът за Иксион, пожелал да се вмъкне в ложето на върховната богиня Хера, подведен от своята гордост. Пиндар изобразява престъплението главно като нарушение на уникална връзка между Иксион и Зевс. След като на Тесалийския цар е дадена върховната благословия от олимпийските богове, Иксион пропилява този шанс, с прекрачване на границите на благоприличието и жаждата си към Хера. По този начин той нарушава деликатния баланс на отношенията му със Зевс и на необичайното приятелство между бог и смъртен. Затова похотта на Иксион е двойно престъпление, тъй като той е пренебрегнал не само приятел, но и божество. По този начин Пиндар ни показва необходимостта човек да знае правилното си място и да не се поставя на равно с боговете (χρὴ δὲ κατ αὐτὸν αἰεὶ παντὸς ὁρᾶν μέτρον, 34). В отговор на нарушението на Иксион, Зевс го мами с Нефела – облакът преобразен като Хера. От тази измама се раждат кентаврите. Изводът, който извлича поетът от съдбата на горделивеца, може да се характеризира недвусмислено като назидание за това как човек се опитва да бъде богоравен. Освен измамата Зевс наказва Иксион, като го завързва към огнено колело и го обрича на вечни мъки.
Въпреки че одата е възхвала за победата на Хиерон, митът за Иксион е централен за тази питийска ода. Хвалейки Хиерон обаче, поетът подчертава силата на боговете.
В следващата част Пиндар споменава и друг образ – митичният Радамант. Чрез този мит са представени негативните последствия на клеветата и ползата от честността и безпогрешната преценка. Радамант е щастлив и облагодетелстван. Той може да разграничи честната от нечестната дума и духът му е незасегнат от лъжи. По същия начин Пиндар иска за себе си тези злини и недостатъци на човешката същност да стоят далеч от него.
Одата завършва с тезата, че трябва да се примиряваме със съдбата дадена ни от боговете, независимо каква е тя. Човек не може да избегне отредената си участ. Никой не знае какво му е писано и какво го очаква в живота.

#### Трета Питийска ода
Одата е посветена на Хиерон от Сиракуза, надбягване с колесници с коне. Годината на победата не е известна.
В началото на III Питийска ода Пиндар изказва недоволството си от това как кентавърът не може да се върне от света на сенките и да бъде сред хората. Представен е и мита за нимфата Коронида и синът и Асклепий. В няколко от неговите митични разкази, Пиндар подобно посочва женска фигура като източник на корупция във взаимоотношенията между хората. Тесалийката Коронида, след като забременява от Аполон, пожелава да сключи брак със смъртен. По този начин си навлича гнева на Зевсовия род и бива убита от стрелите на Артемида. Както и в други Питийски оди, така и тук виждаме нарушената връзка между човек и бог. Престъплението, извършено от нея, довело до разпространяване на огън и нещастие в града. Аполон изважда детето от утробата на нимфата и Хирон го дарява със силата да лекува. Съдбата на лечителя Асклепий също е с фатален край. Той бива изкушен от богатство, връща мъртвец от света на Хадес и затова е покосен от Зевс. Чрез този мит Пиндар показва безразсъдството на хората, което ги кара да не ценят това, което имат, а да се поддават на изкушенията (28 – 31).
В следващите стихове Пиндар показва безразличието на безсмъртните към хората. За всяка добрина боговете пращали по две беди на хората, а щастието ги навестявало за кратко. Митът за сватбата на Пелей и Тетида служи за защита на тази теза. На сватбата боговете присъстват редом с хората и пращат дарове на смъртните. Въпреки това, на смятаните за богоравни Кадъм и Пелей били пратени нещастия скоро след това, като на Пелей бил отнет синът му. Според Пиндар слабите хора не съумяват да преживяват изпратените от боговете злини, докато „благородните“ са длъжни да понасят смело всякакви изпитания.
В края на одата Пиндар казва какъв трябва да е добрият живот и най-вече достойната смърт. Човек трябва да приеме съдбата си и да изживее достойно живота си, макар и с малко, за да може да бъде един от тези, за които великите поети пишат.

#### Пета Питийска ода
Одата е посветена на Аркезилай от Кирена, спечелил надбягване с колесници за Карнейския празник. Вероятно колесницата е посветена на Аполон и оставена в Делфийския храм, а конете са доведени от Кирена, водени от колесничаря Карот, брат на съпругата на Аркезилай.
В тази ода Пиндар възпява добродетелите на Aркезилай, любимец на боговете, закрилян от полубога Кастор. Подобно на хората от своето време, Пиндар вярва в неограниченото могъщество и сила на боговете, в чиято власт се намират богатството, успеха и славата на смъртните. Боговете дават възможност на хората да постигнат достъпните за тях добродетели – да овладеят мъдростта, да развият силата на ръцете си и да се усъвършенстват. Богатството води към почести и блаженство, но винаги трябва да се помни, че щастието и успеха са от боговете.
В чест на победата на Аркезилай Пиндар непрекъснато хвали героя си и рода на Бат. Единствен той от четиридесет колесничари, благодарение на труда си, успява да не падне по време на състезанията и да го спечели.
Много по-често Пиндар използва мита, за да възпее героичното минало на града, от който произхожда победителят, или легендарните подвизи на неговите прадеди. Tой присъединява себе си към спартанците и към тиванската раса, чрез мита за създаването на Кирена. Той разказва как заселници от остров Тера, обединени с жителите на Спарта, били напътствани от боговете и основавали град Кирена. Там обаче се заселват троянци, прогонени от пожарите на войната.
Одата завършва с множество хвалебствия за талантите и добродетели на Аркезилай. Така се вдъхновяват молбите на Пиндар за вечно благоволение на боговете спрямо победителите от този род и му пожелава да донесе същите успехи от Олимпия, които е получил в Питийската борба.

#### Седма Питийска ода
Одата е посветена на Мегакъл от Атина, участвал в надбягване с колесници. Мегакъл печели своята победа в годината на битката при Маратон. Той е част от великия род на Алкмеонидите, от който бил част и Перикъл.
Пиндар използва началото на одата, за да припомни славата на Атина. Успява да съчетае тази възхвала с тази на неговия герой Мегакъл, чийто предци са издигнали храма на Аполон. Пиндар възхвалява рода на Алкмеонидите и техните коне, донесли слава и победи. На фона на останалите гръцки фамилии, тази се отличава значително. Няма съмнение, че Пиндар смята Алкмеонидите за прославени и в тази кратка ода не се налага да спомене и изтъкне всичките им заслуги от опасение, че хорската завист може да ги застигне.
Естествено с божествена благодат може да бъде дарен само доблестният по рождение, вроденото благородство не може да се скрие. Бог въздига едни и дарява с велика слава, която трябва да се почита именно като дар и да бъде опазена.

## Значение
Поезията на Пиндар се отличава със сложна строфическа структура, тържествен величав език и асоциативни преходи. Във встъплението обикновено се споменава удържаната победа, без никакво описание на самото състезание. От славното настояще поетът се прехвърля към славното минало, към някой мит, който и съставя основната част на стихотворението. В края на стихотворението нерядко се съдържа и пряко обръщение към победителя, което често е призив да се представи достойно. Стихотворенията се състоят от отделни метрически построени строфи, които понякога са единични, но по-често са групирани в триада (след две идентични метрически строфи, следва трета, различна от тях, но метрически свързана с предходните).
Стихотворенията на Пиндар е прието да се считат за своеобразен еталон на загадъчност. Сложността в поезията му е породена отчасти от неестествения ред на думите. Пиндар жертва простотата на синтаксиса, за да построи желаната последователност от образи. Той използва и поетическа инверсия, хипербола, метафори и неологизми.
Авторитетът на поета бил висок още приживе. Самите гърци считали Пиндар за един от най-великите си поети, а сред римляните особено му се възхищавал Хораций, казвайки, че неговите собствени оди не струват нищо в сравнение с тези на Пиндар. Съществува предание, според което Александър Македонски, като разрушил Тива, пощадил дома на Пиндар (аналогична легенда има и за дома на Еврипид).
Епиникиите на Пиндар съществено повлияват на развитието на жанра ода в европейската литература.

## Издания на български
- Пиндар. Питийски оди. Превод от старогръцки, уводна статия и бележки Яна Букова. Стигмати. София, 2011.